# Eupteryx ratara
Eupteryx ratara är en insektsart som beskrevs av Irena Dworakowska 1971. Eupteryx ratara ingår i släktet Eupteryx och familjen dvärgstritar.
Artens utbredningsområde är Etiopien. Inga underarter finns listade i Catalogue of Life.